# بلو أيلاند
بلو أيلاند (إلينوي) (بالإنجليزية: Blue Island, Illinois)‏ هي مدينة تقع في الولايات المتحدة في مقاطعة كوك، إلينوي. يقدر عدد سكانها بـ 23,706 نسمة وترتفع عن سطح البحر 195 متر.

## التركيبة السكانية
حدّد مكتب تعداد الولايات المتحدة بيانات التركيبة السكانية لبلو أيلاند في تعداد الولايات المتحدة. في ما يلي، التركيبة السكانية حسب تعدادي 2000 و2010.

### تعداد عام 2000
بلغ عدد سكان بلو أيلاند 23,463 نسمة بحسب تعداد عام 2000، وبلغ عدد الأسر 8,247 أسرة وعدد العائلات 5,468 عائلة مقيمة في المدينة. في حين سجلت الكثافة السكانية 2,178.6 نسمة لكل كيلومتر مربع (5,642.5/ميل2). وبلغ عدد الوحدات السكنية 8,750 وحدة بمتوسط كثافة قدره 812.4 لكل كيلومتر مربع (2,104.1/ميل2).
وتوزع التركيب العرقي للمدينة بنسبة 53.68% من البيض و24.10% من الأمريكيين الأفارقة و0.58% من الأمريكيين الأصليين و0.37% من الأمريكيين ذوي الأصول الآسيوية و0.03% من سكان جزر المحيط الهادئ و17.68% من الأعراق الأخرى و3.55% من عرقين مختلطين أو أكثر و37.93% من الهسبانيون أو اللاتينيون من أي عرق.
بلغ عدد الأسر 8,247 أسرة كانت نسبة 42.2% منها لديها أطفال تحت سن الثامنة عشر تعيش معهم، وبلغت نسبة الأزواج القاطنين مع بعضهم البعض 40.3% من أصل المجموع الكلي للأسر، ونسبة 19.3% من الأسر كان لديها معيلات من الإناث دون وجود شريك، بينما كانت نسبة 6.7% من الأسر لديها معيلون من الذكور دون وجود شريكة وكانت نسبة 33.7% من غير العائلات. تألفت نسبة 28.2% من أصل جميع الأسر من عدة أفراد يعيشون في نفس المنزل ونسبة 8.8% كانت تتألف من شخص يعيش بمفرده يبلغ من العمر 65 عاماً أو أكثر. وبلغ متوسط حجم الأسرة المعيشية 2.84، أما متوسط حجم العائلات فبلغ 3.54.
بلغ العمر الوسطي للسكان 30.4 عاماً. وكانت نسبة 30.1% من القاطنين تحت سن الثامنة عشر، وكانت نسبة 10.7% بين الثامنة عشر والرابعة والعشرين عاماً، ونسبة 32% كانت واقعةً في الفئة العمرية ما بين الخامسة والعشرين والرابعة والأربعين عاماً، ونسبة 17.3% كانت ما بين الخامسة والأربعين والرابعة والستين، ونسبة 9.7% كانت ضمن فئة الخامسة والستين عاماً فما فوق. يوجد لكل 100 أنثى 95.8 ذكر، ويوجد لكل 100 أنثى في الثامنة عشر من عمرها فما فوق 93.2 ذكر.

### تعداد عام 2010
بلغ عدد سكان بلو أيلاند 23,706 نسمة بحسب تعداد عام 2010، وبلغ عدد الأسر 8,013 أسرة وعدد العائلات 5,452 عائلة مقيمة في المدينة. في حين سجلت الكثافة السكانية 2,201.1 نسمة لكل كيلومتر مربع (5,700.8/ميل2). وبلغ عدد الوحدات السكنية 8,854 وحدة بمتوسط كثافة قدره 822.1 لكل كيلومتر مربع (2,129.2/ميل2).
وتوزع التركيب العرقي للمدينة بنسبة 41.26% من البيض و30.81% من الأمريكيين الأفارقة و0.82% من الأمريكيين الأصليين و0.37% من الأمريكيين ذوي الأصول الآسيوية و0.09% من سكان جزر المحيط الهادئ و23.64% من الأعراق الأخرى و3.01% من عرقين مختلطين أو أكثر و46.96% من الهسبانيون أو اللاتينيون من أي عرق.
بلغ عدد الأسر 8,013 أسرة كانت نسبة 43% منها لديها أطفال تحت سن الثامنة عشر تعيش معهم، وبلغت نسبة الأزواج القاطنين مع بعضهم البعض 37.7% من أصل المجموع الكلي للأسر، ونسبة 22.3% من الأسر كان لديها معيلات من الإناث دون وجود شريك، بينما كانت نسبة 8% من الأسر لديها معيلون من الذكور دون وجود شريكة وكانت نسبة 32% من غير العائلات. تألفت نسبة 26.5% من أصل جميع الأسر من عدة أفراد يعيشون في نفس المنزل ونسبة 7.1% كانت تتألف من شخص يعيش بمفرده يبلغ من العمر 65 عاماً أو أكثر. وبلغ متوسط حجم الأسرة المعيشية 2.95، أما متوسط حجم العائلات فبلغ 3.62.
بلغ العمر الوسطي للسكان 31.3 عاماً. وكانت نسبة 29.8% من القاطنين تحت سن الثامنة عشر، وكانت نسبة 10.7% بين الثامنة عشر والرابعة والعشرين عاماً، ونسبة 28.4% كانت واقعةً في الفئة العمرية ما بين الخامسة والعشرين والرابعة والأربعين عاماً، ونسبة 22.6% كانت ما بين الخامسة والأربعين والرابعة والستين، ونسبة 8.5% كانت ضمن فئة الخامسة والستين عاماً فما فوق. وتوزع التركيب الجنسي للسكان بنسبة 49% ذكور و51% إناث.

## أعلام
- هيلين إل. كوش
- غاري سينيز
- يوجين روسو
- جون فرانكلين
- جونيور باركر
- داني كلارك
- لا جوليا ريا
- جانيت براج